# Felt (fysik)
 For alternative betydninger, se Felt. (Se også artikler, som begynder med Felt)
Et felt er en fysisk størrelse tilknyttet et hvert sæt rumlige koordinater og eventuelt tiden. Rent matematisk kan et felt opfattes som en funktion der beskriver størrelsen af feltet i en given position. Der findes et utal af forskellige felter, som alle har forskellige egenskaber. Indenfor elektromagnetisme arbejder man med elektriske og magnetiske felter og indenfor fluidmekanik arbejder man bl.a. med tryk- og densitetsfelter. Felter er derfor ikke en homogen størrelse, netop fordi man kan tale om mange forskellige typer felter. Nogle felter kræver at der er et medie til stede, som det oftest er tilfældet inden for fluidmekanik, mens andre felter kan propagere igennem det tomme rum, hvilket er tilfældet inden for elektromagnetisme.
Når man beskriver felter inden for fysik, gøres det ofte ved hjælp af differentialligninger, både ordinære og partielle. Maxwells ligninger beskriver de elektriske og magnetiske felter, og Einsteins feltligninger beskriver gravitationelle interaktioner i rumtiden inden for relativitetsteoriens rammer. Man kan klassificere felter som værende af forskellige typer, såsom et skalarfelt, vektorfelt eller tensorfelt, afhængigt at typen og mængden af nødvendige koordinater.
| Fysik | Spire Denne artikel om fysik er en spire som bør udbygges. Du er velkommen til at hjælpe Wikipedia ved at udvide den. |